# 短趾雕
短趾雕（拉丁文學名：Circaetus gallicus）是一種中型的猛禽，是鷹科的成員，而在鷹科中亦有很多其他日間活動的猛禽如鳶、鵟（buzzard）和鹞（harrier）。

## 分佈情況及棲息地
這是舊大陸的一個物種，分佈於地中海附近到俄羅斯和中東的地區，以及亞洲部分地區（巴基斯坦、印度和印度尼西亞群島）。
準確來說，短趾雕分佈於地中海北部及其他歐洲的地區。牠們主要會遷徙至比赤道北一點的撒哈拉以南的非洲，在9月到10月間開始遷徙，在4到5月回到遷徙的起點。在中東和遠東地區居住的短趾雕並不會遷徙。在歐洲，牠們的數目算在西班牙的最多。
短趾雕亦分佈於大不列顛島的錫利群島（Isles of Scilly），根據有關記錄，牠們於1999年10月首度到達該國。
短趾雕生活在平原、灌木叢、山麓丘陵及半沙漠地區。牠們需要在樹上築巢。

## 亚种
- 短趾鵰天山亚种（学名：Circaetus gallicus heptneri）。在中国大陆，分布于新疆、甘肃、陕西、北京等地。[2]

## 外觀

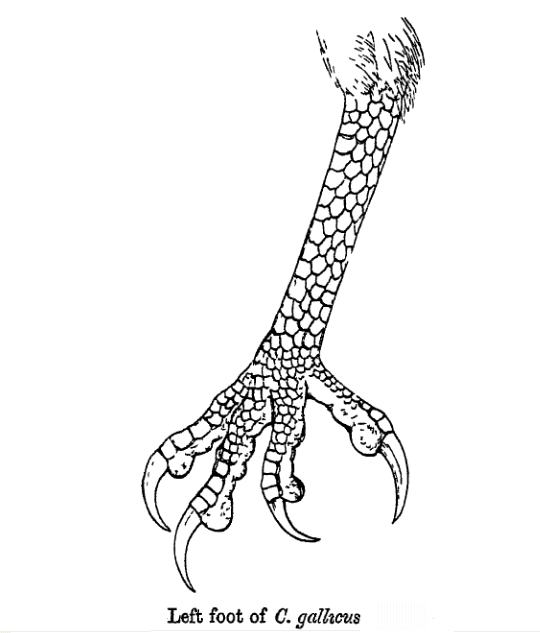
短趾雕的腳趾很短，因以得名

成年短趾雕長63到68公分，重1.7到1.9公斤，翼展長185到195公分。在地面可從牠們白色的翅膀內側及灰棕色的下身辨認出牠們。牠們的頷、頸和胸部上方呈淺棕色。牠們的頭部渾圓像貓頭鷹般，眼睛呈鮮黃色。
短趾雕的飛行技術高超，牠們使用翅膀的時間遠比用屬的成員多。在牠們尋找獵物時，牠們的高度可達500米。在捕獵時牠們會像紅隼（Common Kestrel）那樣在上空盤旋。

## 行為

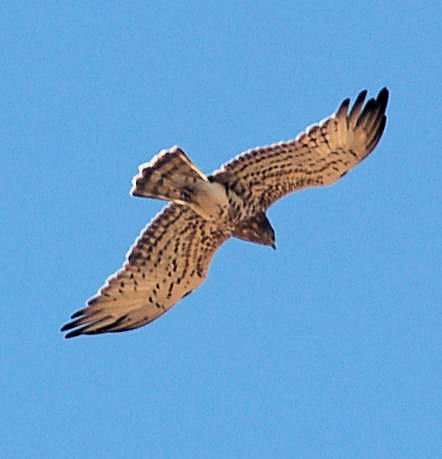
一隻正處於飛行狀態的短趾雕

短趾雕的獵物通常都是爬行動物，主要是蛇，但也有時是一些蜥蜴。牠們也偶然會捕獵像兔子般大小的哺乳動物，而甚少捕獵其他鳥類和大型的昆蟲。
短趾雕通常都是很安靜的，但亦會在某情況下發出一些訊號。在繁殖時牠們每次只可生出一隻蛋，但每一隻短趾雕的壽命可達17年。
由於歐洲的農業和土地利用不斷改變，因此那裡的短趾雕數量現時不斷出現嚴重下跌的趨勢，一些國家現時已鮮少能看到短趾雕的蹤影。短趾雕現時需要保護了，但在其分佈地的中部及遠東部分仍暫未出現危機。

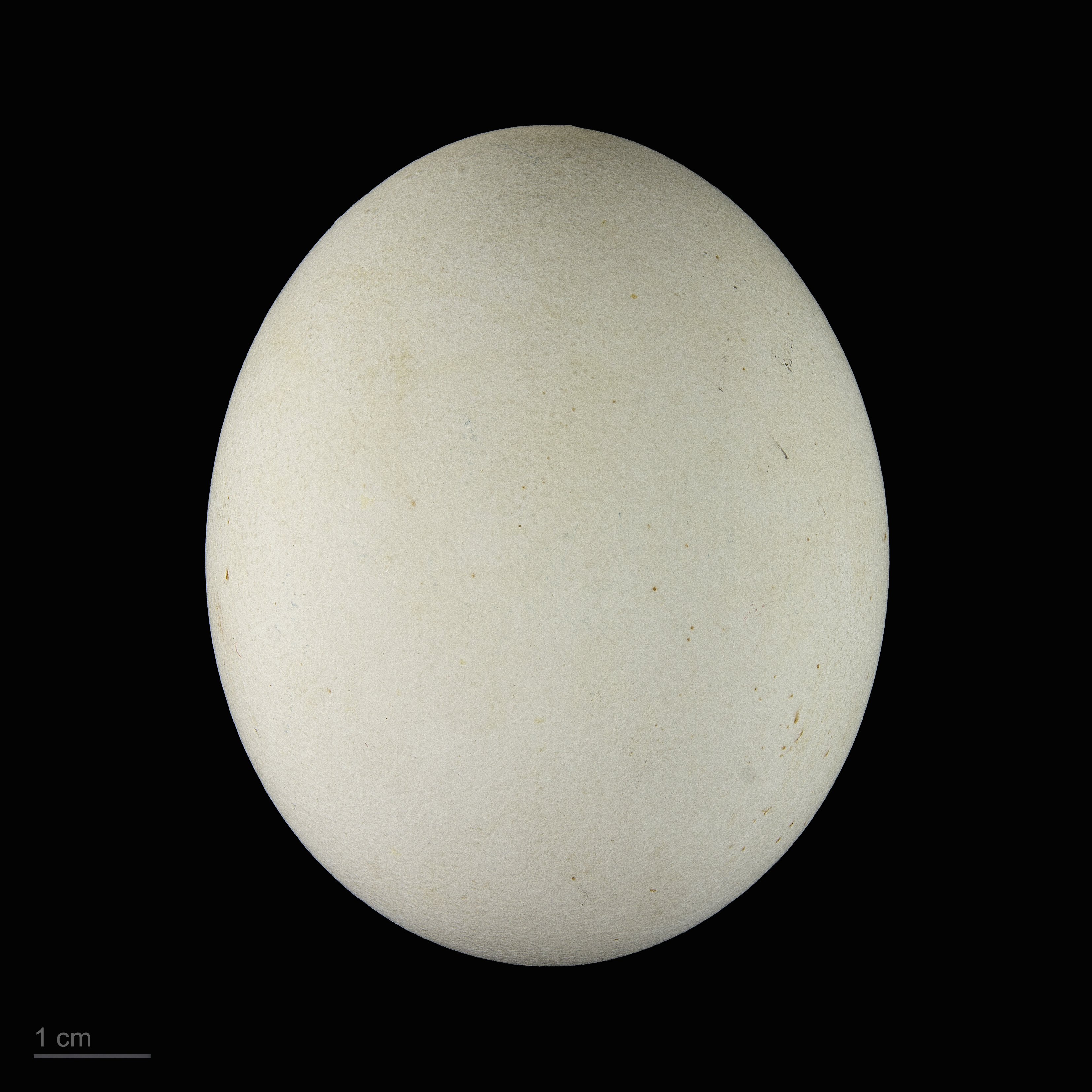
卵 Circaetus gallicus

## 保护
- 中国国家重点保护动物等级：二级

## 外部連結
- HoverOverUs · 短趾雕 （页面存档备份，存于） informational navigator
- 蛇雕亚科 （页面存档备份，存于）